# Dreamland (album)
Dreamland je sedmi studijski album britanskog glazbenika i pjevača, Roberta Planta, kojeg 2002. godine objavljuje diskografska kuća Mercury Records.
Materijal na albumu snimao je sa svojim pratećim sastavom Strange Sensation. Većinom se sastoji od blues i rock cover skladbi. Album je bio nominiran za dvije nagrade Grammy u kategorijama za najbolji rock album i najbolja muška rock izvedba.

## Popis pjesama
1. "Funny in My Mind (I Believe I'm Fixin' to Die)" (Justin Adams, John Baggot, Clive Dreamer, Charlie Jones, Robert Plant, Porl Thompson, Bukka White) – 4:45
2. "Morning Dew" (Bonnie Dobson, Tim Rose) – 4:26
3. "One More Cup of Coffee" (Bob Dylan) – 4:03
4. "Last Time I Saw Her" (Adams, Baggot, Dreamer, Jones, Plant, Thompson) – 4:41
5. "Song to the Siren" (Larry Beckett, Tim Buckley) – 5:53
6. "Win My Train Fare Home (If I Ever Get Lucky)" (Adams, Baggot, Dreamer, Jones, Plant, Thompson) – 6:03
7. "Darkness, Darkness" (Jesse Colin Young) – 7:25
8. "Red Dress" (Adams, Baggot, Dreamer, Jones, Plant, Thompson) – 5:23
9. "Hey Joe" (Billy Roberts) – 7:12
10. "Skip's Song" (Skip Spence) –  4:27
11. "Dirt In A Hole" (Bonus Track, UK & Japanese Version) – 4:46

## Vanjske poveznice
- Službene stranice Roberta Planta
- Rockfield studio
- Allmusic.com - Recenzija albuma